# 交響曲第2番 (メンデルスゾーン)
フェリックス・メンデルスゾーン・バルトルディの交響曲第2番『讃歌』（こうきょうきょくだい2ばん さんか）変ロ長調作品52、MWV A 18（ドイツ語: Sinfonie Nr. 2 in B-Dur op. 52 MWV A 18 "Lobgesang"）は、メンデルスゾーンが1840年に作曲した独唱と合唱を伴う交響曲。
歌詞はドイツ語で、マルティン・ルターが1534年に完成させた旧約聖書のドイツ語版の文言を、メンデルスゾーンが順序も含め改定したもので、神への賛美を歌い上げている。（歌詞参照）
1840年6月、ライプツィヒで開催されたヨハネス・グーテンベルクの印刷技術完成400周年記念祝典に際し、メンデルスゾーンがライプツィヒ市から委嘱されて作曲した2作品の内の一つがこの交響曲で、同年6月25日に作曲者自身の指揮でライプツィヒの聖トーマス教会で初演された。その後、楽譜を一部改定し、同年12月3日に作曲者自身の指揮でライプツィヒのゲヴァントハウスで演奏された。よって現在、初演版（première version）と、改訂版（revised version）の2つの版がある。（主要録音参照）
作曲順ではメンデルスゾーンの交響曲全5曲で4番目であるが、出版順では2番目であるため第2番と表記される。ベートーヴェンの交響曲第9番を彷彿とさせる独唱と合唱の付いたこの交響曲は、初演当初人気を博したが、それ以降は注目を集めることも少なくなった。しかし、1958年、ライプツィヒに国際メンデルスゾーン協会設立後は再評価され、再び脚光を浴び知られるようになった。

## 作曲の経緯
1840年6月、グーテンベルクの印刷技術完成400周年の祝典のために、メンデルスゾーンはこの交響曲第2番と男声合唱と吹奏楽のための『祝典歌』（Festgesang MWV D 4）の2曲を作曲した。後者は、通称『グーテンベルク・カンタータ』と呼ばれる作品で、1840年発表当時、作曲者自身が気に入らなかったため出版しなかった。
メンデルスゾーンはその前年1839年に、イギリスの友人カール・クリンゲマンに宛てた出紙（1月1日付け）の中で、「変ロ長調の交響曲」の構想について述べており、この時点では単なる純器楽の交響曲で、現在のような大規模な作品とすることは当初考えていなかったという。しかし1839年末には作曲に着手し、1840年に記念祭を迎えた時点では、交響曲の3つの楽章はほぼ書き上げられていたという。第2楽章のトリオ部分だけは、全体が「讃歌」として発展することになった際に対位法的に補筆された。
またメンデルスゾーンは「讃歌 - 聖書の言葉による交響カンタータ（Sinfonie-Kantate）」という題を自ら名付けており、「讃歌」は彼の考案で、「交響カンタータ」は友人のカール・クリンゲマンの発案である。総譜には作曲者により作品のモットーともいえるルターの言葉が記入されている。
歌詞はマルティン・ルターがドイツ語訳にした旧約聖書によるが、メンデルスゾーン自身により順序を入れ替えるなどの改編を加えたという。

## 初演
1840年6月25日、メンデルスゾーン自身の指揮でライプツィヒの聖トーマス教会で行われた初演には、友人のシューマンも出席した。初演後は同地で3回演奏され、そのうちの2回はザクセン国王フリードリヒ・アウグスト2世の希望によるものであった。
その後、メンデルスゾーンは声楽部分の改訂を行い同年11月に完了した。この改訂版は、同年12月3日、ライプツィヒのゲヴァントハウスで初演された。翌1841年に出版され、アウグスト2世に献呈された。

## 編成
声楽
- ソプラノ独唱2、テノール独唱、混声合唱

管弦楽
- 木管楽器：フルート2、オーボエ2、クラリネット2、ファゴット2
- 金管楽器：ホルン4、トランペット2、トロンボーン3
- その他：弦五部、ティンパニ、オルガン（第2部のみ）

## 演奏時間
初演版は約60分、改訂版は約65分から70分。（主要録音参照）

## 構成
作品は全2部10曲から構成される。第1部は3楽章のシンフォニア、第2部はカンタータ楽章となっている。なお改訂版では第6曲・第8曲・第10曲が書き足されており、原典版とはテクストが異なる。

### 第1部
第1曲 シンフォニア（Sinfonia）
- 第1楽章 マエストーソ・コン・モート－アレグロ（Maestoso con moto - Allegro） 
序奏部のマエストーソ・コン・モート（変ロ長調、4分の4拍子）は3本のトロンボーンによって厳かに奏され始める。この序奏は全曲の基本主題であり、祝典的な役目も果たす。また第10曲の終結部でもこの主題が登場する。主部のアレグロ（変ロ長調、4分の4拍子）はソナタ形式による。展開部は前半が第1主題と基本主題、比較的落ち着いた後半が第2主題を主に取り扱う。再現部の第1主題は提示部に比べてかなり圧縮され、すぐに第2主題につながっている。コデッタの再現の後、コーダに入り、クラリネットのカデンツァののち、アタッカで次の楽章へ切れ目なく移行する。
- 第2楽章 アレグレット・ウン・ポコ・アジタート（Allegretto un poco agitato）
ト短調、8分の6拍子。自由な三部形式による。明記こそされていないもののスケルツォに相当する楽章である。トリオはト長調で、コラール風の旋律の間にも主要主題と基本主題が断片的に挿入されており、第3部はピッツィカートで主題が導入されて第1部の自由な再現となっている。
- 第3楽章 アダージョ・レリジオーソ（Adagio religioso）
ニ長調、4分の2拍子。三部形式による。中間部はニ短調だが比較的短めである。第3楽章の動機は第2部でも活用される。

### 第2部
- 第2曲 合唱「すべて息づく者は主を称えよ!」（Alles, was Odem hat, lobe den Herrn）
アレグロ・モデラート・マエストーソ－アニマート、ニ短調。管弦楽による序奏（16小節まで）が置かれている。この序奏は第3楽章の中間部のリズムを活用している。17小節から合唱が歌い、モルト・ピウ・モデラート（139小節以降）からはソプラノ独唱と女声合唱が「主を称えよ、我が魂よ」を歌う。詞は詩篇150:6、33:2（主を讃えよ、弦を奏で、歌え、というこの曲のコンセプトと重なる歌詞が登場する）、145:21、103:1-2による。
- 第3曲 アリア「汝ら主に贖われし者は言え」（Saget es, die ihr erlöst seid ）
アレグロ・モデラート、ト短調。テノール独唱によるレチタティーヴォとアリア。詞は詩篇107、56:8/119:50による。
- 第4曲 合唱「汝ら主に贖われし者は言え」（Saget es, die ihr erlöset seid）
ア・テンポ・モデラート、ト短調。詞は詩篇107/56による。
- 第5曲 ソプラノと合唱「我は主を待ち焦がれ」（Ich harrete des Herrn）
アンダンテ、変ホ長調。ソプラノ二重唱と合唱。第5曲はシューマンがとくに絶賛した部分であり、批評も残している。詞は詩篇40:2/5による。
- 第6曲 アリア「死の絆は我らを囲み」（Stricke des Todes hatten uns umfangen）
アレグロ・ウン・ポコ・アジタート、ハ短調。テノール独唱とソプラノのレチタティーヴォによる。詞は詩篇116:3、エフェソ5:14、イザヤ21:11-12による。
- 第7曲 合唱「夜は過ぎ去れり」（Die Nacht ist vergangen）
アレグロ・マエスト－ソ・エ・モルト・ヴィヴァーチェ、ニ長調。詞はローマ書13:12による。
- 第8曲 合唱「いまこそ皆、神に感謝せよ」（Nun danket alle Gott）
コラール.アンダンテ・コン・モート－ウン・ポコ・ピウ・アニマート、ト長調。ルター派の有名なコラール「いざやともに」(日基版『讃美歌』2番、『聖歌』291番「いざもろとも」)が用いられ、前半は8声部の無伴奏で、後半は伴奏が入ったユニゾンで歌われる。歌詞はマルティン・リンカルト（ドイツ語版）が1636年に作詞したものである[3]。
- 第9曲 アリア「我ゆえに我が歌をもて」（Drum sing ich mit meinem Liede）
アンダンテ・ソステヌート・アッサイ、ト短調。ソプラノとテノールの二重唱による。詞は由来不明だが、詩篇の詩句をメンデルスゾーンが自由に編纂したとも考えられる（外部リンクに詳細な解説あり）。
- 第10曲 終末合唱「汝ら民よ、主に栄光と権力とを帰せよ!」（Ihr Völker! bringet her dem Herrn Ehre und Macht!）
アレグロ・ノン・トロッポ、ト短調-変ロ長調。終末合唱はフーガの手法によって展開する。第1部の基本主題が登場し、「息あるものはすべて主を称えよ」が歌われて全合奏によって輝かしく終える。詞は詩篇96、歴代誌上16、詩篇150:6による。

## 歌詞
ドイツ語歌詞はドイツ語版Wikipedia: 2. Sinfonie (Mendelssohn)より転載。

### 第2曲
Alles, was Odem hat, lobe den Herrn!

Halleluja, lobe den Herrn! Ps 156,6

Lobt den Herrn mit Saitenspiel,

Lobt ihn mit eurem Liede! Ps 33,2

Und alles Fleisch lobe seinen heiligen Namen. 

Ps 145,21

Alles was Odem hat, lobe den Herrn!

Lobe den Herrn, meine Seele,

Und was in mir ist, seinen heiligen Namen!

Und vergiß es nicht, was er dir Gutes getan. Ps 103,1
息づく者はすべて、主を称えよ！

ハレルヤ、主を称えよ！ 詩篇150:6

弦の調べにて主を称え、

汝らの歌をもて主を称えよ！ 詩篇33:2

すべての生ける者は主の聖なる御名を称えよ。 詩篇145:21

息づく者はすべて、主を称えよ！

主を称えよ、我が魂よ、

我が内なるものよ、聖なる御名を！

忘るることなかれ、良き御業を。 詩篇103:1

### 第3曲
Saget es, die ihr erlöst seid durch den Herrn,

Die er aus der Not errettet hat,

Aus schwerer Trübsal, aus Schmach und Banden,

Die ihr gefangen im Dunkeln waret,

Alle, die er erlöst hat aus der Not.

Saget es! Danket ihm und rühmet seine Güte! Ps 107,17

Er zählet unsre Tränen in der Zeit der Not.

Er tröstet die Betrübten mit seinem Wort. Ps 56,9

Saget es! Danket ihm und rühmet seine Güte!

Saget es! Danket ihm und rühmet seine Güte!

Ps107,17
汝ら主に贖われし者は言え、

苦難より解き放たれし者よ、

深き苦悩より、恥辱と呪縛より、

闇に閉ざされし者のごとく、

すべて、主により苦難より贖われし者よ。

言え！ 主に感謝しその良き御業を称えよ！ 詩篇107:17

主は苦しき時に我らの涙を数える。

主は御言葉にて悲しみを慰める。 詩篇56:9

言え！ 主に感謝しその良き御業を称えよ！

言え！ 主に感謝しその良き御業を称えよ！

詩篇107:17

### 第4曲
Sagt es, die ihr erlöset seid

Von dem Herrn aus aller Trübsal.

Er zählet unsere Tränen in der Zeit der Not.
汝ら主に贖われし者は言え、

苦難より解き放たれし者よ。

主は苦難の時に我らの涙を数える。

### 第5曲
Ich harrete des Herrn, und er neigte sich zu mir

Und hörte mein Flehn.

Wohl dem, der seine Hoffnung setzt auf den Herrn!

Wohl dem, der seine Hoffnung setzt auf ihn! Ps 40:2,4
我は主を待ち焦がれ、主は我に耳を傾け、

我が懇願を聞く。

幸いなるかな、主にその願いを託す者！

幸いなるかな、主にその願いを託す者！ 詩篇40:2,4

### 第6曲
Stricke des Todes hatten uns umfangen,

Und Angst der Hölle hatte uns getroffen,

Wir wandelten in Finsternis. Ps 116,3

Er aber spricht: Wache auf!

Wache auf, der du schläfst,

Stehe auf von den Toten,

Ich will dich erleuchten! Eph 5, 14

Wir riefen in der Finsternis:

Hüter, ist die Nacht bald hin?

Der Hüter aber sprach:

Wenn der Morgen schon kommt,

So wird es doch Nacht sein;

Wenn ihr schon fraget,

So werdet ihr doch wiederkommen

Und wieder fragen:

Hüter, ist die Nacht bald hin? Jes 21,12

Die Nacht ist vergangen!
死の絆は我らを囲み、

地獄の恐怖が我らを襲い、

我らは暗闇をさまよえり。 詩篇116:3

しかし主は言われる：

目覚めよ、汝、眠れる者よ、

死者の中より立ち上がれ。

我は汝に光をもたらさん。 エフェソの信徒への手紙5:14

暗闇の中、我らは叫ぶ：

見張り人よ、夜は間もなく明けるか？

見張り人はしかし語る：

朝は間もなく来るが、

それでもまた夜は来たらん。

汝らは今尋ねるが、

それでもまた来たりて

再び尋ねん。

見張り人よ、夜は間もなく明けるか？と。 イザヤ書21:12

夜は過ぎ去れり！

### 第7曲
Die Nacht ist vergangen,

Der Tag aber herbeigekommen.

So laßt uns ablegen die Werke der Finsternis,

Und anlegen die Waffen des Lichts,

Und ergreifen die Waffen des Lichts. Röm 13,12

Die Nacht ist vergangen!

Der Tag ist gekommen!
夜は過ぎ去れり、

昼は手の届くところに来たれり。

されば闇の業を捨て去らん、

そして光の鎧を身に着けん、

そして光の武器を手に取らん。ローマの信徒への手紙13:12

夜は過ぎ去れり！

昼は来たれり！

### 第8曲
Nun danket alle Gott

Mit Herzen, Mund und Händen,

Der sich in aller Not

Will gnädig zu uns wenden,

Der so viel Gutes tut;

Von Kindesbeinen an

Uns hielt in seiner Hut,

Und allen wohlgetan.

Lob, Ehr' und Preis sei Gott,

Dem Vater und dem Sohne,

Und seinem heil'gen Geist

Im höchsten Himmelsthrone.

Lob dem dreieinen Gott,

Der Nacht und Dunkel schied

Von Licht und Morgenrot,

Ihm danket unser Lied.
いまこそ皆、神に感謝せよ、

心と口と手をもちて。

あらゆる苦難の時にも神は

我らにその慈悲をくださるがゆえに。

神は大いなる恵みをくださる、

子供の頃より、

我らをその庇護に置き、

恵みを与える。シラ書50:22

賛美と栄光と称賛が神にあらんことを、

父と子に、

そして聖霊に、

いと高き天の玉座において。

賛美が三位一体の神にあらんことを、

夜と闇を、

光と曙より分かたれた神に、

我らの歌で感謝せよ。

### 第9曲
Drum sing' ich mit meinem Liede

Ewig dein Lob, du treuer Gott!

Und danke dir für alles Gute, das du an mir getan!

Und wandl' ich in der Nacht und tiefem Dunkel,

Und die Feinde umher stellen mir nach:

So rufe ich an den Namen des Herrn,

Und er errettet mich nach seiner Güte.

Und wandl' ich in Nacht, so ruf' ich deinen Namen an,

Ewig, du treuer Gott! Ps138,7
我ゆえに我が歌をもて

永遠に御身を賛美する、真なる神よ！

そして我に示されしすべての良き御業のために御身を称える！

そして我は夜と暗き闇の中をさまよい、

敵は我の周りに忍び寄る。

そして我は主の名前を呼び、

主は良き御業をもって我を救う。

我は夜をさまよい、御身の名を呼ばわる。

永遠に、真なる神よ！詩篇138:7

### 第10曲
Ihr Völker, bringet her dem Herrn Ehre und Macht!

Ihr Könige, bringet her dem Herrn Ehre und Macht!

Der Himmel bringe her dem Herrn Ehre und Macht!

Die Erde bringe her dem Herrn Ehre und Macht!Ps 96,7

Alles danke dem Herrn!

Danket dem Herrn und rühmt seinen Namen

Und preiset seine Herrlichkeit.1 Chr 16,8-10

Alles, was Odem hat, lobe den Herrn,

Halleluja, lobe den Herrn!Ps 150,6
汝ら民よ、主に栄光と権力とを帰せよ！

汝ら王よ、主に栄光と力とを帰せよ！

天よ、主に栄光と力とを帰せよ！

地よ、主に栄光と力とを帰せよ！詩篇96:7

すべての者は主に感謝せよ！

主に感謝し、御名を称え、

主の誉れを賛美せよ。歴代誌上16:8-10

息づく者はすべて、主を称えよ!

ハレルヤ！　主を称えよ！詩篇150:6

## 主要録音
| 指揮者                         | 管弦楽団・合唱団                                                                       | 声楽                                                                                        | 録音年  | レーベル                | 備考                             |
| ------------------------------ | -------------------------------------------------------------------------------------- | ------------------------------------------------------------------------------------------- | ------- | ----------------------- | -------------------------------- |
| ヴォルフガング・サヴァリッシュ | ニュー・フィルハーモニア管弦楽団・合唱団                                               | ヘレン・ドーナト(S) ロートラウト・ハンスマン(S) ワルデマール・クメント(T)                   | 1967    | フィリップス (現デッカ) |                                  |
| クルト・マズア                 | ライプツィヒ・ゲヴァントハウス管弦楽団 ライプツィヒ放送合唱団                          | チェレスティーナ・カサピエトラ(S) アデーレ・シュトルテ(S) ペーター・シュライアー(T)         | 1972    | BMG                     |                                  |
| ヘルベルト・フォン・カラヤン   | ベルリン・フィルハーモニー管弦楽団 ベルリン・ドイツ・オペラ合唱団                      | エディト・マティス(S) リゼロッテ・レープマン(S) ヴェルナー・ホルヴェーク(T)                 | 1972-73 | DG                      |                                  |
| クリストフ・フォン・ドホナーニ | ウィーン・フィルハーモニー管弦楽団 ウィーン国立歌劇場合唱団                            | ソナ・カザリアン(S) エディタ・グルベローヴァ(S) ウェルナー・クレン(T) ヨーゼフ・ベック(org) | 1976    | デッカ                  |                                  |
| リッカルド・シャイー           | ロンドン・フィルハーモニー管弦楽団・合唱団                                             | マーガレット・プライス(S) サリー・バージェス(S) バーナード・バーテリング(T)                 | 1979    | フィリップス (現デッカ) |                                  |
| クラウディオ・アバド           | ロンドン交響楽団 ロンドン交響合唱団                                                    | エリザベス・コンネル(S) カリタ・マッティラ(S) ハンス・ペーター・ブロホヴィッツ(T)           | 1984    | DG                      |                                  |
| ヴォルフガング・サヴァリッシュ | ベルリン・フィルハーモニー管弦楽団 デュッセルドルフ楽友協会合唱団                      | クリスティーナ・ラキ(S) 白井光子(S) ペーター・ザイフェルト(T)                               | 1987    | EMI                     |                                  |
| クルト・マズア                 | ライプツィヒ・ゲヴァントハウス管弦楽団 ライプツィヒ放送合唱団                          | バーバラ・ボニー(S) エディス・ウィーンズ(S) ペーター・シュライアー(T)                       | 1988    | Warner Classics         |                                  |
| ヴラディーミル・アシュケナージ | ベルリン・ドイツ交響楽団 ベルリン放送合唱団                                            | ユリアーネ・バンゼ(S) シビリャ・ルーベンス(S) ヴィンソン・コール(T)                         | 1994    | デッカ                  |                                  |
| リッカルド・シャイー           | ライプツィヒ・ゲヴァントハウス管弦楽団 ライプツィヒ歌劇場合唱団 ゲヴァントハウス合唱団 | アン・シュワネウィルムス(S) ペトラ=マリア・シュニッツァー(S) ペーター・ザイフェルト(T)      | 2005    | デッカ                  | 初演版：初演時の原典版（1840年） |

## 参考資料
- 『最新名曲解説全集1 交響曲1』 音楽之友社、1979年
- 『メンデルスゾーン：交響曲第2番（原典版）、他』解説書（リッカルド・シャイー指揮、ライプツィヒ・ゲヴァントハウス管弦楽団）